# Саломатин, Алексей Георгиевич
Алексей Георгиевич Саломатин (7 февраля 1965, Москва — 6 декабря 2016) — советский хоккеист, нападающий.

## Биография
Воспитанник ЦСКА. В чемпионате СССР играл за ЦСКА (1982/83 — 1984/85, 1991/92), «Химик» Воскресенск (1985/86), «Спартак» Москва (1986/87 — 1990/91). В сезоне 1992/93 играл в команде первого дивизиона Швеции «Рома» Ромаклостер. Играл в чемпионате Швеции за «Вестерос» (1993/94 — 1996/97), ХВ71 (1996/97 — 1997/98), АИК (2002/03), в чемпионате Дании за «Эсбьерг» (1998/99), команды низших дивизионов Швеции «Кальмар» (1999/2000), «Тролльхеттан» (2000/2001), «Ханинге» (2002/2003).
Участник чемпионата мира 1995, чемпион Европы среди юниоров 1983 и бронзовый призёр чемпионата Европы 1982.
Тренировал юношескую команду «Лидингё» (1999/2000), «Локомотив-2» Ярославль (2006/2007), женскую команду «Ормста» (2011/2012).